# Altaispirea
Altaispirea (Spiraea crenata) är en rosväxtart som beskrevs av Carl von Linné. Altaispirea ingår i släktet spireor, och familjen rosväxter. Inga underarter finns listade i Catalogue of Life.

## Bildgalleri

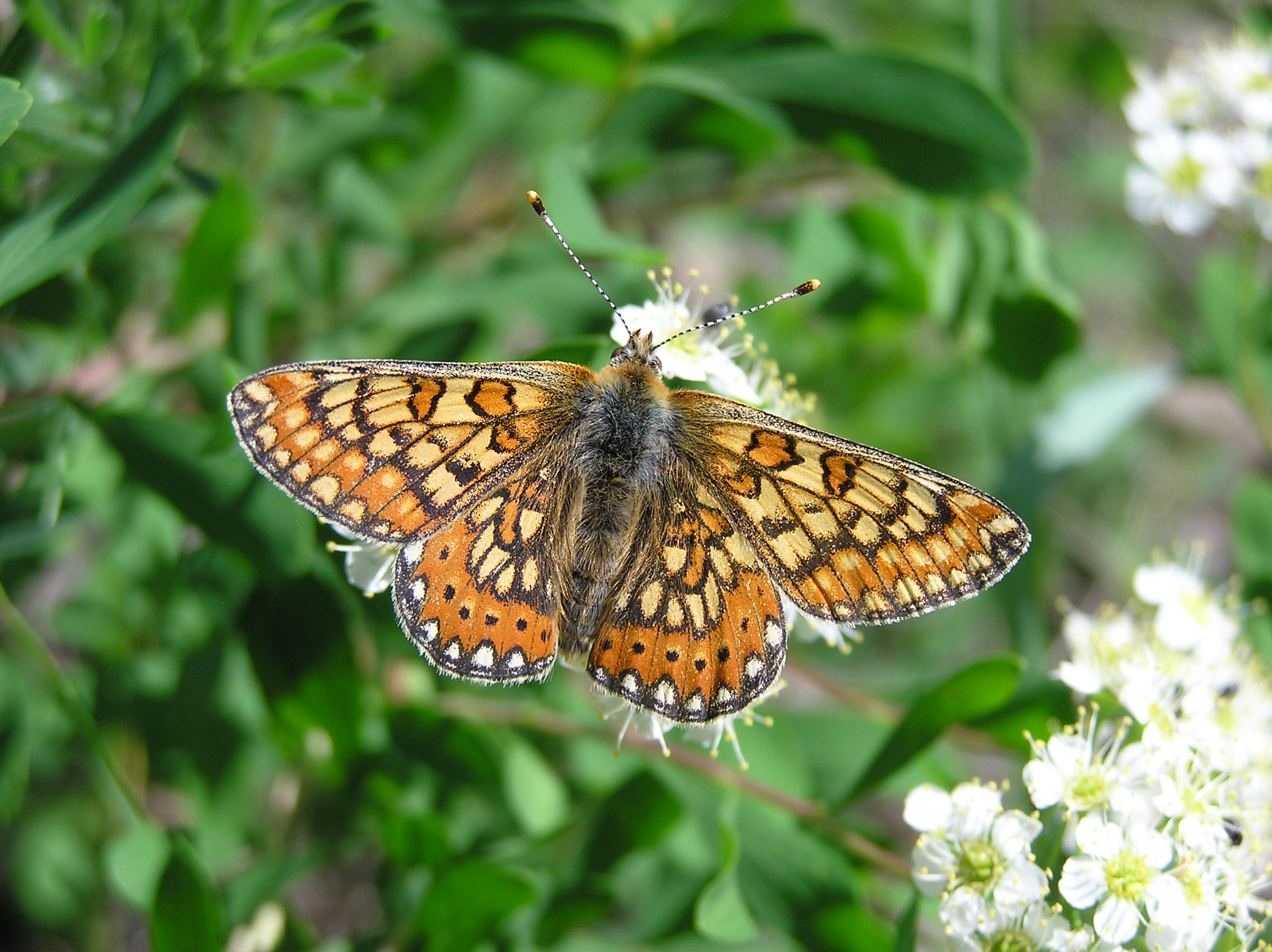
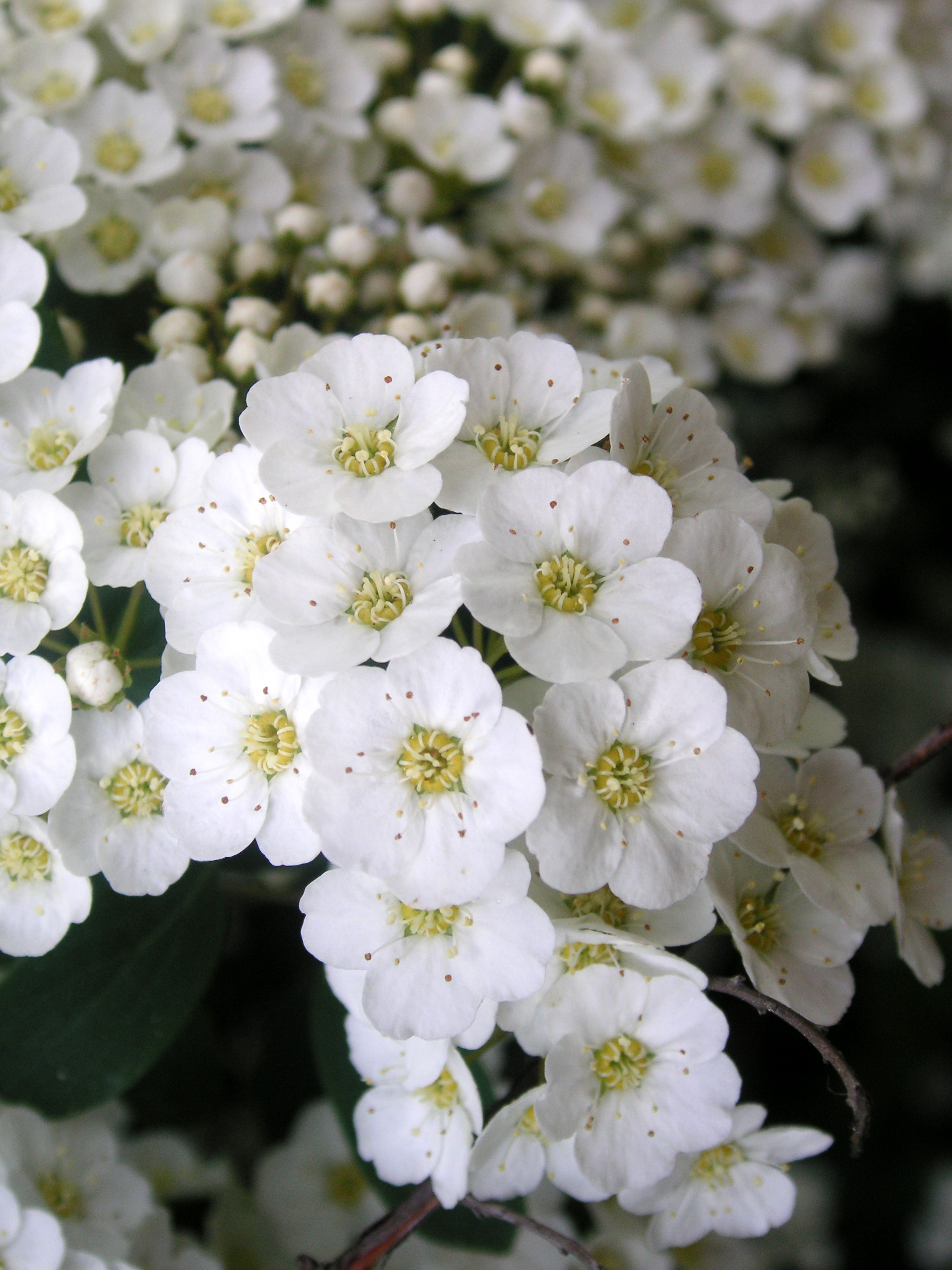
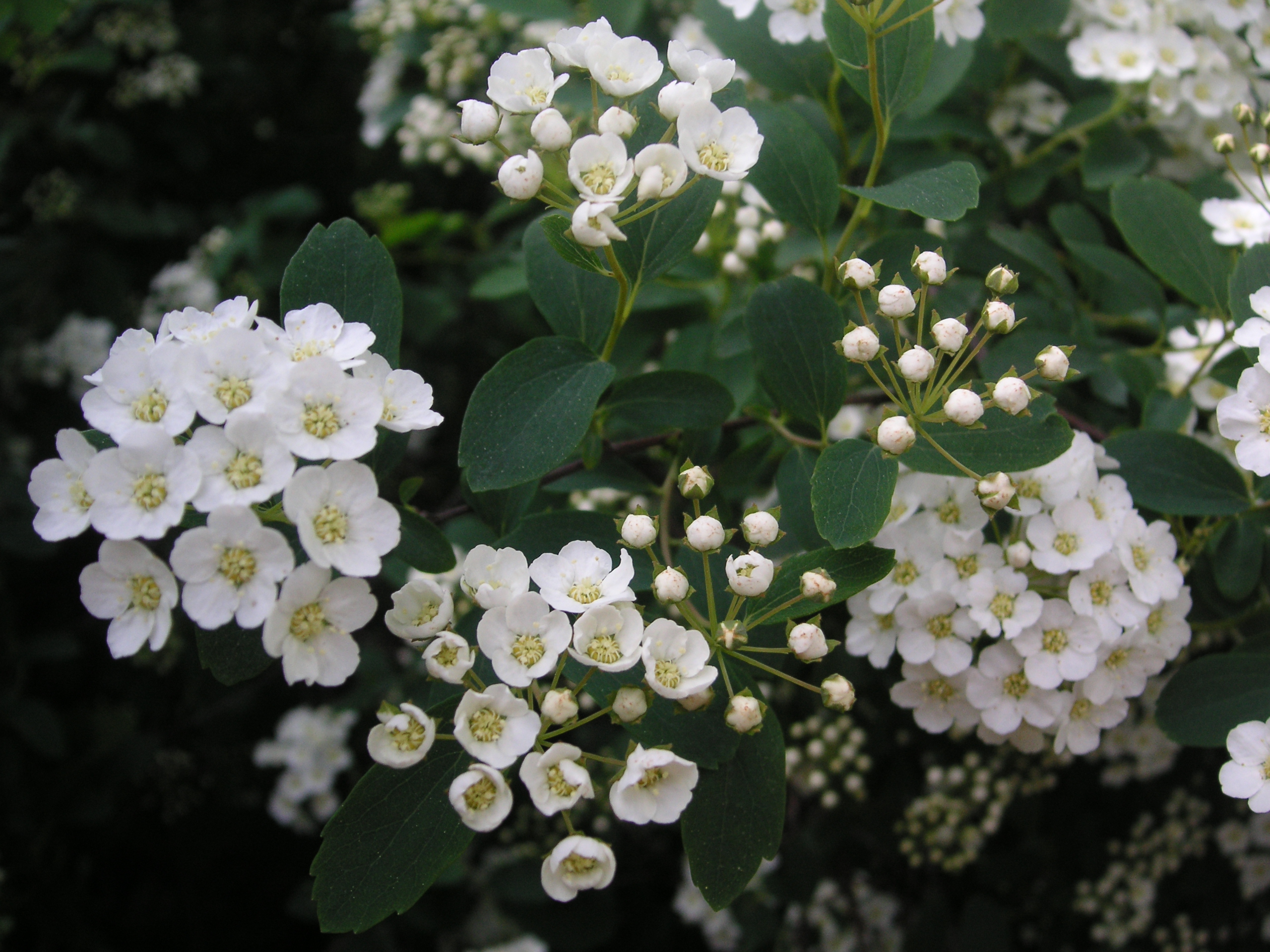
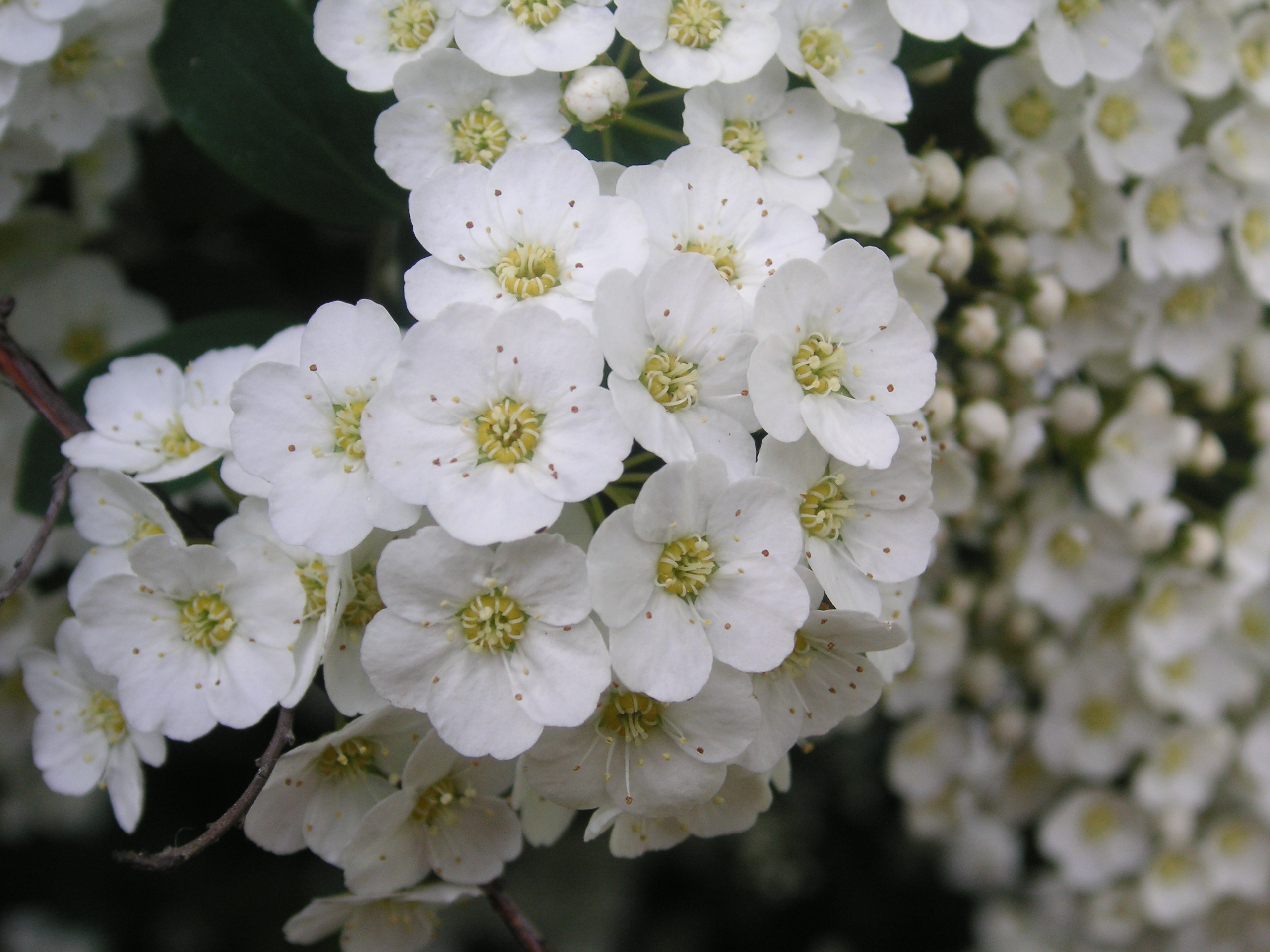